# Centre climatique de Dschang

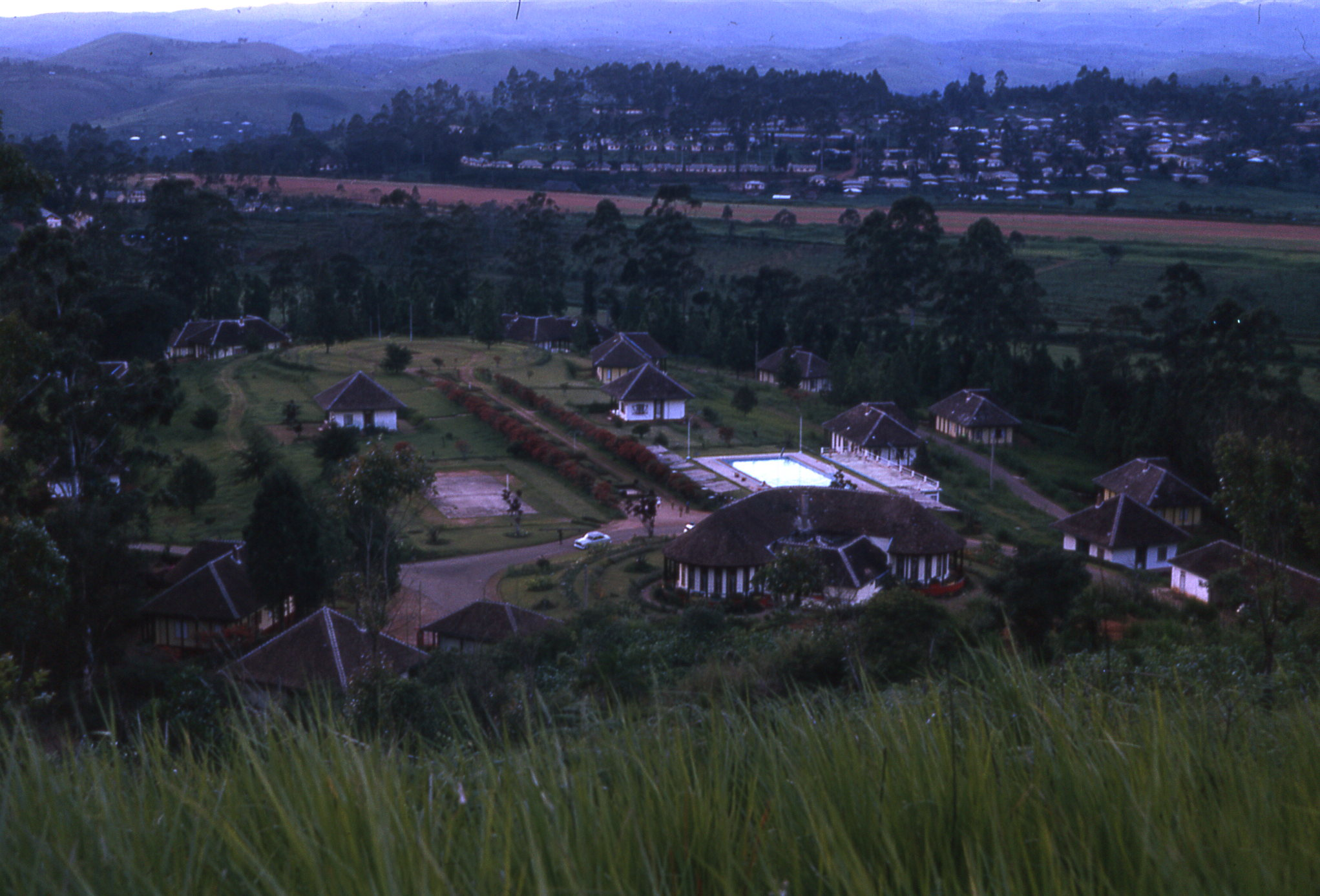
Le Centre climatique.

Le Centre climatique de Dschang est le premier village de vacances d'Afrique centrale et fait partie du patrimoine architectural de la ville de Dschang au Cameroun. Il est situé à une heure de voiture au nord du Village vacances de Bangou, le plus grand village de vacances d'Afrique. 
Une partie de la réputation de la ville vient de ce centre climatique situé à 1 500 mètres d'altitude sur les flancs de l'une des collines jouxtant la ville, ses pavillons individuels d'une, deux ou trois pièces, et son centre équestre. 

## Histoire

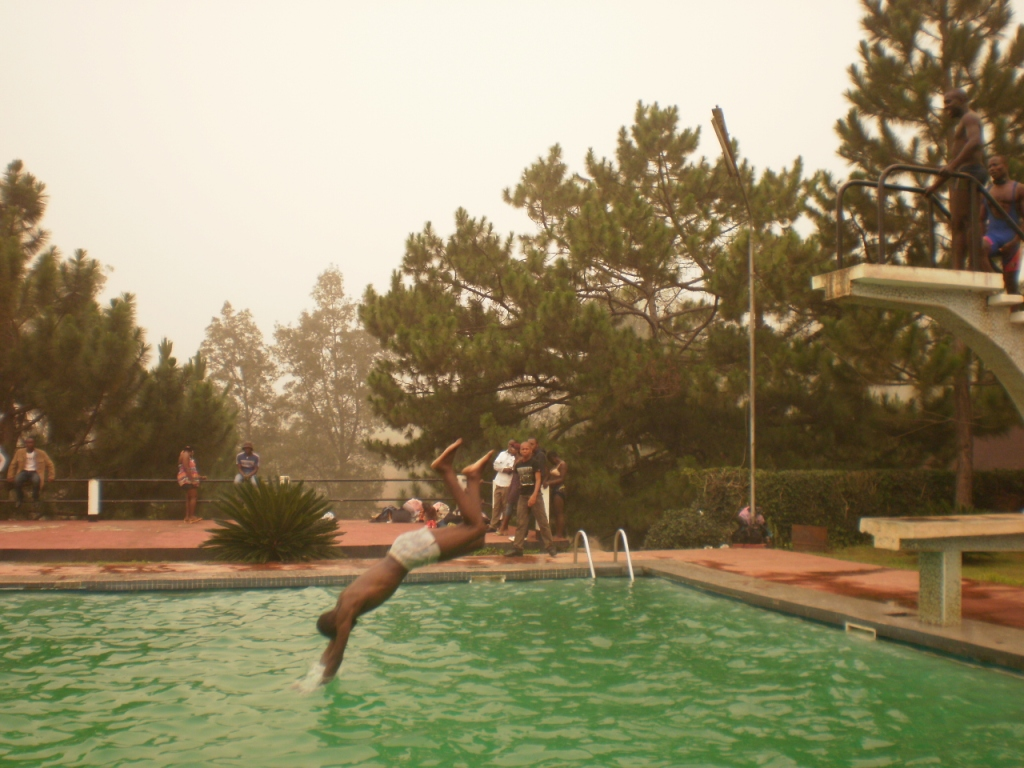
Piscine du centre climatique

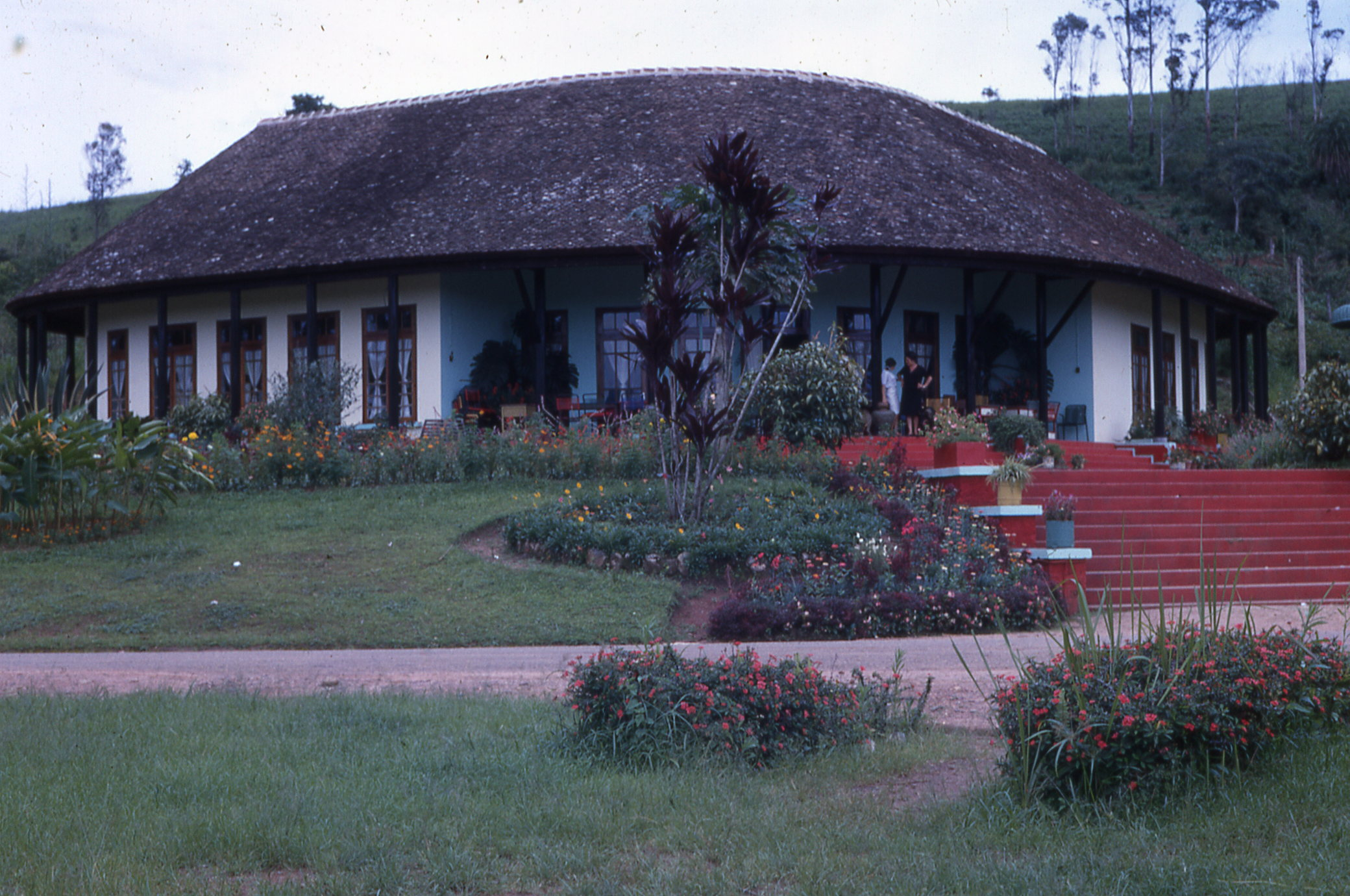
Entrée principale.

Créé en 1942, l'établissement fut le premier village de vacances d'Afrique centrale : il servit en effet de point acclimatation et de repos des colons et militaires français d'Afrique centrale. Début 1998, l'hôtel héberge pendant plusieurs mois la célèbre compagnie nantaise de théâtre de rue Royal de luxe où est né « l'enfant noir », marionnette de 6 mètres de haut. La compagnie y peaufine également son spectacle Petits Contes Nègres, titre provisoire avant son retour à Nantes pour la Coupe du monde de football.
C'est aujourd'hui un hôtel, prisé des nationaux et des étrangers pour leurs vacances, mais qui a connu quelques difficultés.

## Philatélie
En 1966, la République fédérale du Cameroun a émis un timbre intitulé « Centre climatique de Dschang », dans le cadre de la série « Ressources hôtelières».